# Hrvatska franjevačka provincija sv. Ćirila i Metoda
Hrvatska franjevačka provincija sv. Ćirila i Metoda po svome je nastanku najmlađa provincija među istim pokrajinskim zajednicama koje su tijekom skoro osam stotina godina franjevačke prisutnosti među Hrvatima nastale na hrvatskom etničkom prostoru. 

## Povijest
Provincija je nastala u jeku velikih reformnih zahvata unutar Franjevačkog reda krajem 19. stoljeća, poticanih od strane papinstva, osobito za pontifikata Lava XIII., ali u prvom redu zbog reformnih strujanja koja su obilježila povijest Reda u 19. stoljeću. Uprava Franjevačkog reda potvrdila je 3. lipnja 1900. godine dekretom Ordine nostro osnutak nove provincije na području kontinentalne Hrvatske. Nova provincija obuhvatila je širok prostor hrvatskog teritorija, koji se u to vrijeme nalazio pod upravom Hrvatskog bana i sabora, na istoku od Srijema i Slavonije, preko Podravine i središnje Hrvatske s Međimurjem, obalno područje sjevernog Jadrana s Gorskim kotarom i Liku. U sastav nove provincije ušli su hrvatski samostani koji su se dotada nalazili u tri provincije, Hrvatsko – kranjske sv. Križa, slavonsko – podunavske sv. Ivana Kapistranskog i sv. Ladislava sa središtem u Zagrebu, čime je novoosnovana provincija postala baštinica stoljetne franjevačke prisutnosti na području kontinentalne Hrvatske.
Provincija je nastala 1900. godine, nakon što je papa Lav XIII. 1897. godine bulom Felicitate quadam ujedinio sve ogranke Reda manje braće i uspostavio današnju podjelu Franjevačkog reda na: Manju braću, Manju braću konventualce i Manju braću kapucine. Tada se pokazala i potreba za preuređenjem postojećih provincija u Redu. Tako je na području Hrvatske s papinskim blagoslovom i pod vodstvom časnog sluge Božjega fra Vendelina Vošnjaka osnovana nova provincija u kontinentalnoj Hrvatskoj, kojoj je on postao prvim provincijalnim ministrom.
Osvrćući se na franjevačke početke na hrvatskom tlu možemo vidjeti da još za života sv. Franje u Hrvatsku dolaze prvi franjevci. Kontinentalni dio Hrvatske tada je ulazio u sastav Ugarske provincije (Provinciae Hungariae), osnovane 1217. g., koja je 1270. podjeljena na kustodije od kojih su Zagrebačka, Pečujska i Srijemska obuhvaćale prostor nastanjen Hrvatima. Franjevačka predaja i relevantni izvori nastanak prvih samostana na području sjeverne Hrvatske stavljaju u 13. stoljeće, od kojih je najstariji Zagrebački nastao oko 1233. godine. Sredinom 14. st. iz Bosne počinju dolaziti na područje Ugarske provincije franjevci opservanti, nositelji reformnih strujanja u Redu, koji će bitno utjecati ne samo na daljnji razvoj franjevaštva u nas nego uopće na položaj kršćanstva u našim krajevima. Dolaskom Osmanlija na hrvatske prostore dolazi do velike krize i propasti franjevaštva u kontinentalnoj Hrvatskoj, ali će upravo ta kriza dati i novi zamah obnovi franjevačkog života na ovome prostoru. Nakon diobe Bosanske vikarije 1514. g. na Bosnu Srebrenu, krajevi pod osmanskom vlašću, i na Bosnu Hrvatsku, krajevi pod vlašću hrvatskog bana, franjevci prebjegli iz Bosne obnovit će franjevački život na području zapadne Hrvatske, austrijske Istre i Kranjske te će od tih samostana nastati u 16. st. Hrvatsko – kranjska provincija sv. Križa, najprije sa sjedištem na Trsatu a zatim u Ljubljani. U vrijeme provincijala Franje Draškovića početkom 17. st. doći će i do obnove franjevačkog života u sjevernoj i sjeverozapadnoj Hrvatskoj. Ubrzo će se hrvatski samostani odvojiti od stare Ugarske provincije sv. Marije i nastat će 1661. g. provincija sv. Ladislava sa sjedištem u Zagrebu. Franjevci s područja Slavonije ući će u sastav Provincije Bosne Srebrene, te će kao jedini katolički svećenici na području pod osmanskom vlašću voditi pastoralnu skrb o katolicima u Slavoniji, južnoj i središnjoj Ugarskoj, s jakim centrom u samostanu u Velikoj. Nakon oslobodilačkih ratova i mira u Srijemskim Karlovcima 1699. g. samostani Provincije Bosne Srebrene naći će se pod vlašću triju sila: habsburškom, mletačkom i osmanskom. Upravo će ovo biti razlog da će se slavonski franjevci 1757. g. odvojiti od Bosanske provincije u Provinciju sv. Ivana Kapistranskog. Ovakva podjela će s manjim preinakama egzistirati sve do 1900. g.
Hrvatska Franjevačka provincija naslijedila je raznoliko pastoralno služenje Crkvi u Hrvata, koje su u 13. st. započeli franjevci po svom dolasku u hrvatske zemlje, da bi ga zatim gradili kroz naredna stoljeća ovisno o potrebama Crkve u domovina u različitim razdobljima crkvene i narodne povijesti. Tako je i sadašnje pastoralno služenje hrvatskih franjevaca u mnogo čemu uvjetovano upravo tim višestoljetnim nasljeđem. U vremenu visokog i razvijenog srednjeg vijeka, franjevačka djelatnost sastojala se u izgradnji života naroda u duhu katolicizma. Već se i tada uočavaju razlike u apostolatu zbog različitih vjerskih i društvenih prilika. U središnjoj Hrvatskoj, gdje već postoji crkveno ustrojstvo, pomagali su u izgradnji vjerskoga života u okvirima tadašnjeg feudalnog društva. Na području Srijema i Slavonije suočavali su se s husitima, dok su u Bosni misionarili među bosanskim krstjanima.
Tridentska obnova dala je zamaha prevladavanju krize s početka 16. st., tako da se franjevci najprije suočavaju s islamom s jedne strane i s protestantizmom s druge strane. Na području Slavonije, Bosne, Srijema i Bačke preuzeli su brigu za cjelokupno pastoralno i crkveno djelovanje. U isto vrijeme na području središnje Hrvatske nakon obrambenih protuosmanlijskih ratova franjevci se tek u 17. uključuju aktivnije u pastoralni rad. Prijelomnicu će predstavljati pojava jozefinizma u Habsburškoj monarhiji, krajem 18. st., koji će sputavati djelovanje franjevaca i Crkve u cijelosti. Upravo će to biti vrijeme kada će se franjevci u Slavoniji i Podunavlju opredijeliti za obnovno katoličanstvo i započeti promjene u pastoralnom pristupu i vjerničkom životu opterećenom nasljeđem baroka. Ovime započinje i treće razdoblje franjevačkog poslanja u kontinentalnoj Hrvatskoj. Suočeni s idejama Francuske revolucije, liberalizma i vlastitom neprilagođenošću potrebama vremena, počinju djelovati u duhu tzv. obnovnog katolicizma, a sredinom 19. st. prihvaćaju i ideje katoličke romantike, tražeće nove pastoralne oblike kao odgovor na nove izazove vremena. Na tragu romantičarskih nastojanja oko obnove nastat će unutar postojećih provincija kontinentalne Hrvatske pokret koji će svoj vrhunac doživjeti osnivanjem Hrvatske franjevačke provincije sv. Ćirila i Metoda i novim poletom franjevaštva na ovome području u prvoj polovici 20. stoljeća.
Na području kontinentalne Hrvatske razvili su franjevci u 17. i 18. stoljeću sustav visokih škola, u prvom redu za školovanje vlastitog pomlatka koji se pripremao za svećeničko ređenje i misionarsku službu. Povezano s time mnogi su se darovitiji franjevci školovali u inozemstvu kako bi bili sposobni prihvatiti učiteljska i profesorska mjesta u provincijskim obrazovnim ustanovama. Isti su ti pojedinci zatim pristupili i sustavnijem bavljenju pojedinim znanstvenim granama tako da su iza sebe ostavili veliki broj radova koji su pisani kako za potrebe obrazovnih ustanova tako i iz vlastite znanstveno – istraživačke pobude.
U prvoj polovici 20. stoljeća hrvatski se franjevci pod vodstvom Vendelina Vošnjaka opredjeljuju za korjenitu promjenu dotadašnjeg franjevačkog života prema novim uredbama Reda iz 1897. Na tragu usuglašavanja triju baštinjenih tradicija nastaju novi oblici pastoralnog rada i preuzimaju se nove župe. Godine 1927. Provincija je u Varaždinu izgradila novi odgojni zavod s klasičnom gimnazijom. Uz Vošnjaka istaknut će se i fra Rafael Rodić, kasniji beogradski nadbiskup, kao aktivni sudionik Hrvatskog katoličkog pokreta na mnogim područjima. Jedan dio hrvatskih franjevaca bit će angažiran i u liturgijskom pokretu. Drugi svjetski rat i poraće, obilježeno totalitarističkim komunističkim režimom, na kratko će prekinuti široku pastoralno – intelektualnu djelatnost hrvatskih franjevaca. Novi zamah dobit će franjevci u razdoblju nakon Drugog vatikanskog koncila, koji će se aktivno uključiti u postkoncilsku obnovu Crkve u Hrvata. Fra Zorislav Lajoš, uz potporu Provincije, dijecezanskih svećenika i drugih suradnika, još za trajanja koncila započinje izdavati Glas koncila, a ista redakcija pokreće nešto kasnije i list za djecu Mali koncil, koji uređuje fra Gabrijel Đurak, prijeratni urednik Anđela Čuvara. Bibličari fra Bonaventura Duda i fra Jerko Fučak predvode skupinu prevoditelja Zagrebačke Biblije i uređuju više biblijskih lekcionara. Nastaju nove katehetske inicijative i pastoralni planovi. Fra Mirko Mataušić na preporuku HBK osniva 1991. Hrvatski katolički radio, a od 1996. Provincija je suizdavač, zajedno s Institutom za biblijski pastoral KBF – a, časopis Biblija danas.
Ovaj kratak presjek povijesti HFP sv. Ćirila i Metoda nikako nije potpuni prikaz bogate baštine Provincije koja se naslanja na višestoljetnu tradiciju franjevaca kontinentalne Hrvatske, kao što nije niti ovaj sažeti pregled djelovanja u 20. stoljeću potpuna slika razgranatoga rada hrvatskih franjevaca. No, svakako može poslužiti svakom čitatelju da barem u osnovama upozna povijest ne samo HFP nego i povijest skoro osam stoljeća neprekinute franjevačke prisutnosti na području koje se danas nalazi u sastavu Provincije sv. Ćirila i Metoda.

## Naklada
- časopis Brat Franjo
- informativni bilten “Vendelin”